# Préville
Préville, egentligen Pierre Louis Dubus, född 19 september 1721 i Paris, död 18 december 1799 i Beauvais, var en fransk skådespelare.
Préville spelade tidigare i landsorten och var från 1753 anställd vid Comédie-Française, där han med sitt krav på skarpare individualisering och mänskligare sanning inom komedin blev den moderna karaktärsframställningens föregångare på fransk scen. Préville var den förste Figaro i Figaros bröllop och den förste skådespelaren att bli medlem av Institut de France.